# 上利维纳克
上利维纳克（法語：Livinhac-le-Haut）是法国阿韦龙省的一个市镇，属于鲁埃格自由城区。该市镇2009年时的人口为1,123人。

## 人口
上利维纳克人口变化图示
| 数据来源：INSEE |